# Mosquer superb
El mosquer superb (Nephelomyias pulcher) és un ocell de la família dels tirànids (Tyrannidae).

## Hàbitat i distribució
Habita els boscos dels Andes, de Colòmbia, nord-oest i nord-est de l'Equador i sud-est del Perú.